# Mirosławiec
Mirosławiec (in tedesco Märkisch Friedland) è un comune urbano-rurale polacco del distretto di Wałcz, nel voivodato della Pomerania Occidentale.
Ricopre una superficie di 203,27 km² e nel 2007 contava 5 878 abitanti.